# Jimmy Mainfroi
Jimmy Mainfroi (ur. 28 marca 1983 w Mâcon) – francuski piłkarz występujący na pozycji obrońcy.

## Kariera
Mainfroi zawodową karierę rozpoczynał w sezonie 2003/2004 w pierwszoligowym klubie Montpellier HSC. W Ligue 1 zadebiutował 6 marca 2004 w przegranym 0:1 meczu z Toulouse FC. W debiutanckim sezonie zajął z klubem 20. miejsce w lidze i spadł z nim do Ligue 2. 13 kwietnia 2007 w zremisowanym 1:1 spotkaniu z En Avant Guingamp strzelił swojego pierwszego gola w ligowej karierze. W Montpellier grał do końca sezonu 2006/2007. 
Latem 2007 roku przeszedł do innego drugoligowego zespołu – Grenoble Foot 38. Pierwszy ligowy mecz w jego barwach rozegrał 27 lipca 2007 przeciwko CS Sedan (0:0). W sezonie 2007/2008 awansował z klubem do Ligue 1, jednak po dwóch sezonach spadł z nim z powrotem do Ligue 2. W połowie 2011 roku odszedł z klubu, a następną umowę podpisał w styczniu 2012 z drugoligowym Amiens SC. W sezonie 2011/2012 spadł z nim do Championnat National. W 2013 roku odszedł z klubu, a następnie grał już tylko w drużynach amatorskich.
W Ligue 1 rozegrał 34 spotkania.